# Susana Martinez
Susana Martinez (født 14. juli 1959 i El Paso, Texas) er en amerikansk politiker. Hun var den 31. guvernør i den amerikanske delstat New Mexico fra 2011 indtil 2019. Hun er medlem af det Republikanske parti.
Martinez vandt 2. november 2010 guvernørvalget over sin demokratiske modkandidat Diane Denish. Susana Martinez blev 1. januar 2011 taget i ed som New Mexicos 31. guvernør, hvor han afløste demokraten Bill Richardson.